# マツダ・Hプラットフォーム
マツダ・Hプラットフォームとは、マツダのFR駆動の大型高級自動車用プラットフォームの名称である。このプラットフォームを用いる車両のVINコードは、先頭がHから始まる。
マツダの車種には、他にもVINコードにHを採用した車両が存在するが、スズキよりOEM供給された車両で採用されているコードであり、マツダ開発のプラットフォームではない。
- HB マツダ・キャロル（後述のマツダ開発のHBプラットフォームとの関係はない）
- HF マツダ・スピアーノ
- HP マツダ・ラピュタ

## HB
HBは、1981年以前は、LAと呼ばれていたプラットフォームである。マツダ・JCプラットフォームのベースとなった。
適用車種 : 
- 1981-1985 マツダ・ルーチェ（セダン　ハードトップ）
- 1981-1986 Mazda 929（輸出車種）（セダン　クーペ　ハードトップ）
- 1981-1989 マツダ・コスモ（セダン　クーペ　ハードトップ）
- 1989-1995 マツダ・カスタムキャブ（タクシー専用車）（セダン）

## HC
HCは、1986年に登場したプラットフォームで、HBの後継である。先代のHB利用車種のうち、ルーチェ、929のみがこのプラットフォームに移行した。マツダ・LVプラットフォームはこのプラットフォームを基に開発された。
適用車種 :
- 1986-1991 マツダ・ルーチェ（セダン　ハードトップ）※タクシー、教習車仕様は1995年まで生産
- 1986-1991 Mazda 929（輸出車種）（セダン　ハードトップ）
- 1992-2002 起亜・ポテンシャ（セダン）

## HD
HDは、1991年に登場したプラットフォームで、HCの後継である。ルーチェの後継車種であるセンティアや929、MS-9で用いられた。
適用車種 :
- 1991-1993 アンフィニMS-9（ハードトップ）
- 1991-1994 マツダ・センティア（ハードトップ）
- 1991-1995 Mazda 929（輸出車種）（ハードトップ）

## HE
HEは、1995年に登場したプラットフォームで、HDの後継である。929、MS-9は車種消滅していたため、適用車種は日本国内では1車種のみとなった。
適用車種 :
- 1995-1998 マツダ・センティア（ハードトップ）
- 1996-2003 起亜・エンタープライズ（ハードトップ）